# Церковь Гедвиги Элеоноры
Церковь Гедвиги Элеоноры (Хедвиг-Элеонора; швед. Hedvig Eleonora kyrka) — лютеранская церковь в Стокгольме, построенная в 1737 году и названая в честь королевы-консорта Швеции Гедвиги Элеоноры Шлезвиг-Гольштейн-Готторпской (1636—1715), супруги короля Карла X Густав (1622—1660; правил в 1652—1660 годах).
Исторически церковь служила центром шведской административной единицы муниципального уровня — прихода Хедвиг-Элеонора (шв.). После того, как церковное и административное деление в Швеции было в 2016 году окончательно разделено, на месте прихода (в административном отношении) был образован городской район Хедвиг-Элеонора (шв.), а приход продолжил функционировать исключительно как церковная структура.

## История

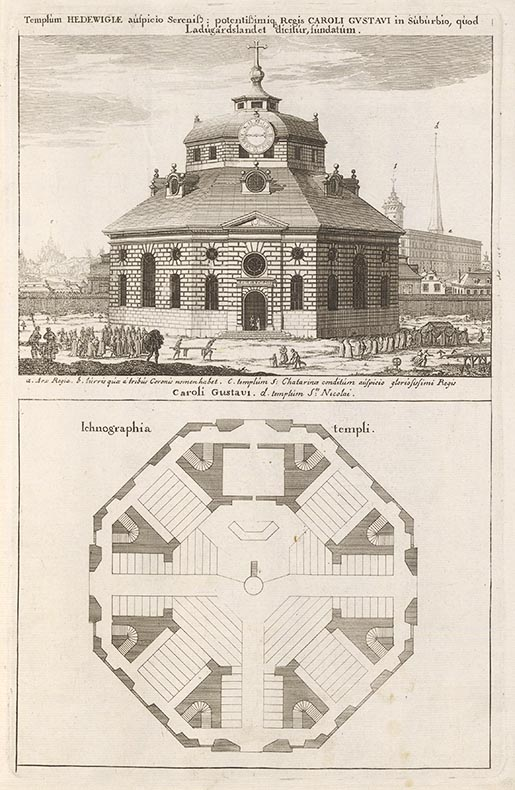
Первоначальный проект Симона де ла Валле

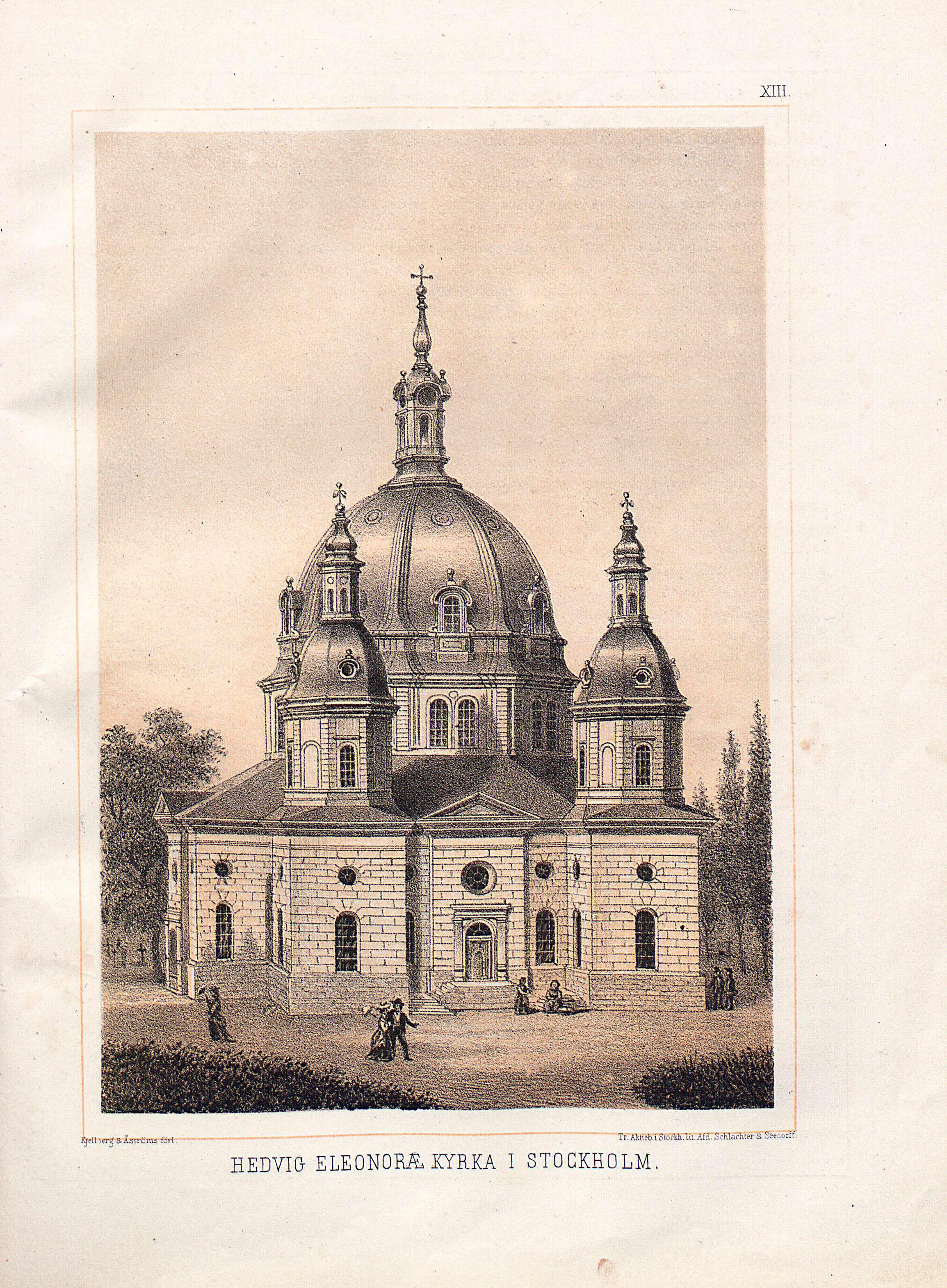
Гравюра, созданная в 1874 году. Хорошо видны новый купол и обе колокольни церкви

Существующее здание церкви было возведено в 1725—1737 годах в стиле барокко по проекту архитектора Гёрана Адлерскранца (шв.). Адлерскранц при этом опирался на более ранний проект Симона де ла Валле, французского архитектора, работавшего в Швеции, доработанный его сыном Жаном де ла Валле, по которому церковь начали возводить в 1660-х годах, однако затем работы на долгое время остановились из-за недостатка средств.
В первоначальном варианте церковь представляла собой шестиугольное здание с низким и широким приземистым куполом. Новый купол — высокий и имеющий более привычную для церкви форму был возведён при реконструкции храма в 1866—1868 годах. В какой-то период времени церковь лишилась двух парных колоколен, обрамлявших её западный фасад (впрочем, по другой версии колокольни никогда не были достроены; однако, они представлены на гравюре с изображением церкви 1874 года).
В 1934—1964 годах настоятелем церкви являлся пастор Эрик Бергман (1886—1970), отец знаменитого шведского кинорежиссёра Ингмара Бергмана (1918—2007). В приходе церкви Хедвиг-Элеонора родился актёр Эдвин Рюдинг и ряд других известных жителей Швеции.

## Описание

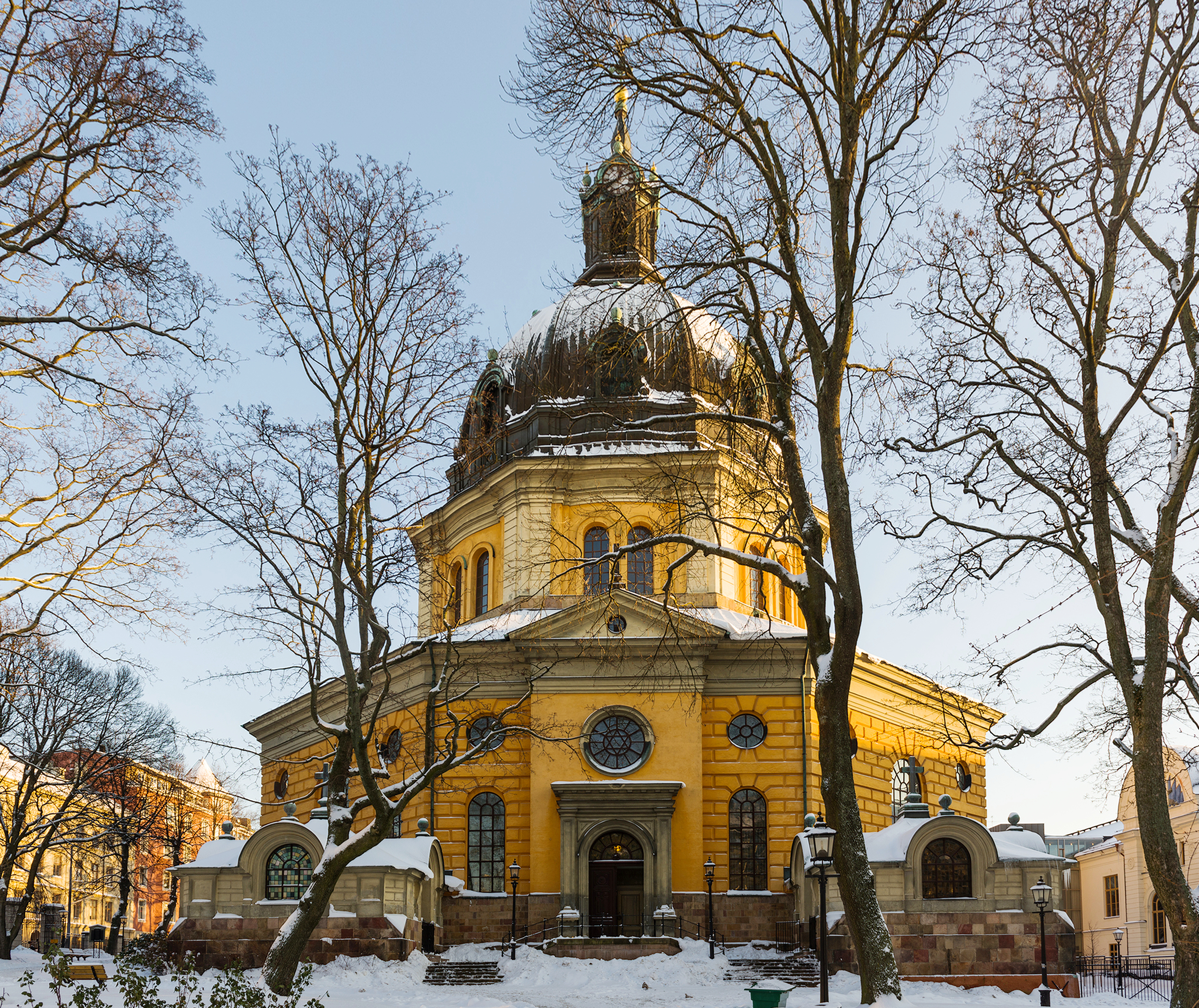
Вид на церковь с западной стороны; на месте колоколен располагаются парные капеллы, перестроенные из их нижних ярусов

Действующая лютеранская церковь, относящаяся к доминирующей в стране Евангелическо-лютеранской церкви Швеции.
В интерьере имеются два органа: больший, 1969 года с добавлениями от 2018 года, и меньший, 1966 года. В церкви время от времени проходят органные концерты и записываются произведения классической органной музыки. Кроме того, в церкви имеется карильон.
Барочный алтарь церкви был закончен в 1747 году; кафедра для священника, выполненная в стиле раннего классицизма, относится к 1784 году. Каменная крестильная купель была выполнена в 1678 году, вероятно, ещё для первого варианта церкви.
Вокруг церкви ранее располагалось кладбище, с которым связано несколько городских легенд о призраках, популярных в Стокгольме.

## Интерьер

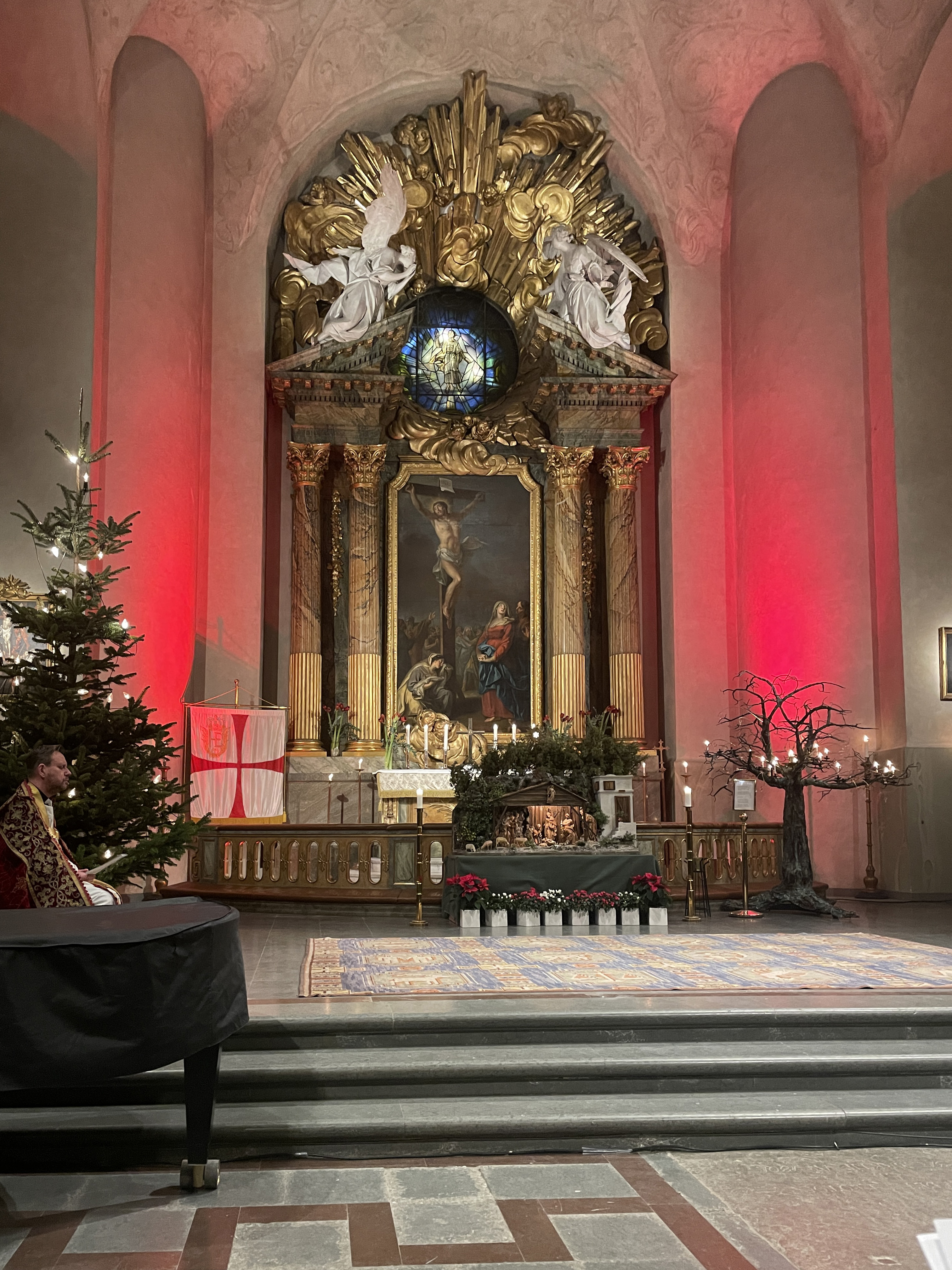
Алтарь с запрестольным образом.
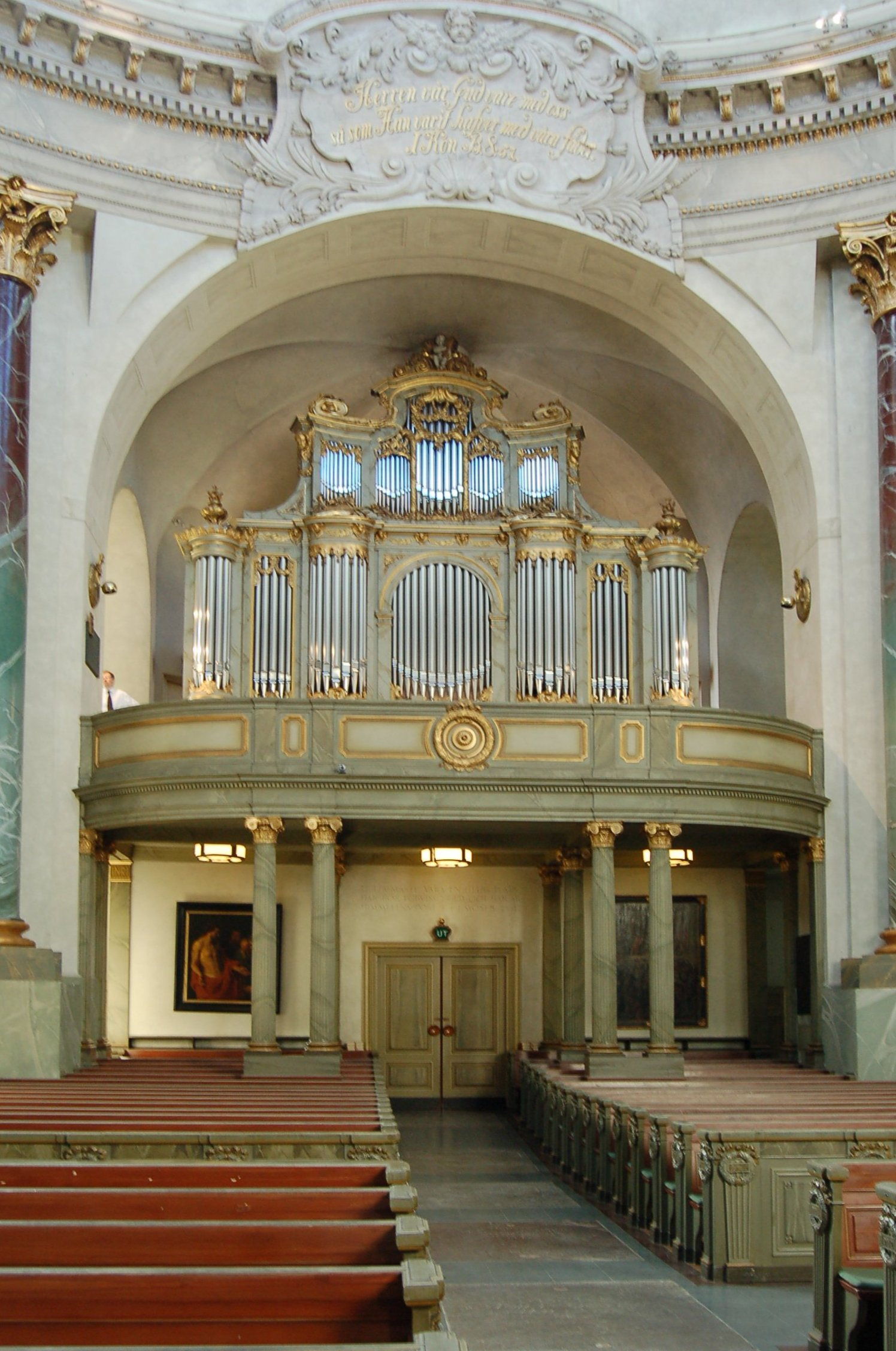
Орган.
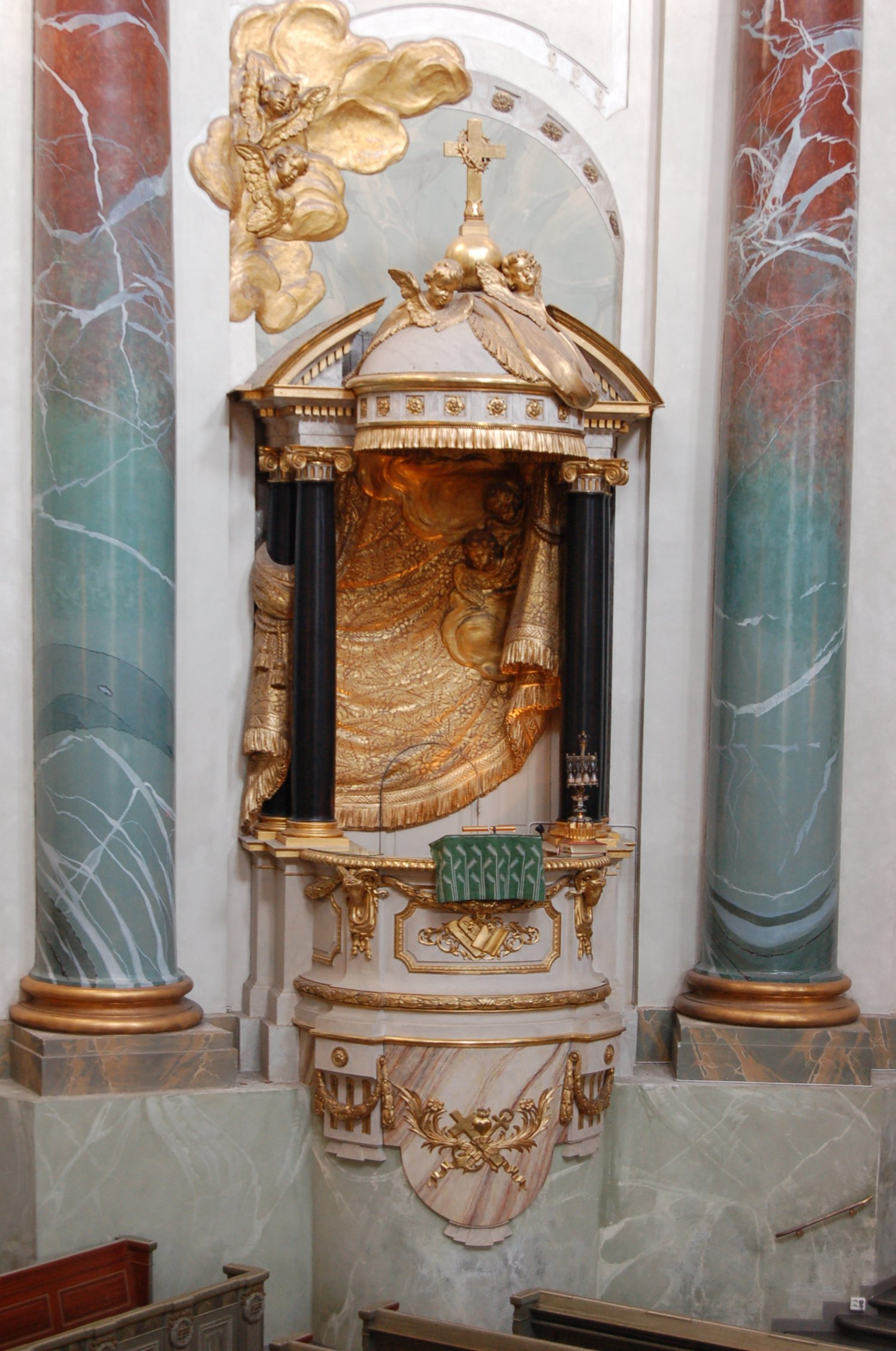
Кафедра священника.
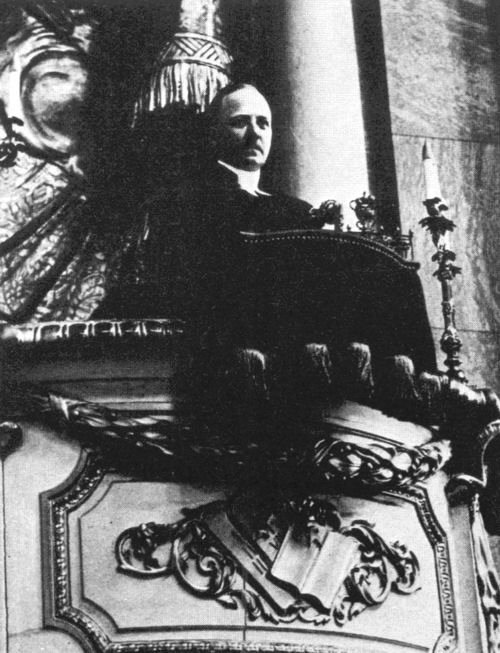
Пастор Эрик Бергман, отец Ингмара Бергмана, проповедует с кафедры, ок. 1930.